# Giuseppe Zanotti
Giuseppe Zanotti (né en 1957 à San Mauro Pascoli, en Émilie-Romagne) est un créateur italien de chaussures de luxe ayant plusieurs boutiques à Paris et dans le monde et le fondateur de la marque Giuseppe Zanotti Design. 
Il est connu pour ses sandales plates ornées de bijoux ou ses escarpins à talon haut jusqu'à 17 cm, et fins ; les médias utilisent très régulièrement la dénomination de « souliers bijoux » ou « chaussure bijou » pour définir ses créations,,,,.

## Biographie du créateur et historique de l'entreprise
Né à San Mauro Pascoli, près de Rimini en Émilie-Romagne, région où les fabricants de chaussures sont très implantés. En 1980, il commence à travailler comme Disc jockey, puis comme consultant pour des fabricants de chaussures, dont le bottier Vincini.
Sa carrière en tant que styliste débute en 1990 avec des participations en tant que free-lance pour diverses marques dont Dior et Roberto Cavalli, puis crée trois ans plus tard, avec le soutien de sa femme Cinzia Casadei, sa propre collection présentée à New York. Le succès arrive rapidement.
Au milieu des années 1990, Giuseppe Zanotti complète le développement de sa marque avec une équipe de 40 stylistes supplémentaires, en achetant les ateliers de confection de chaussures Vincini S.p.A pour lesquels il avait déjà travaillé comme consultant.

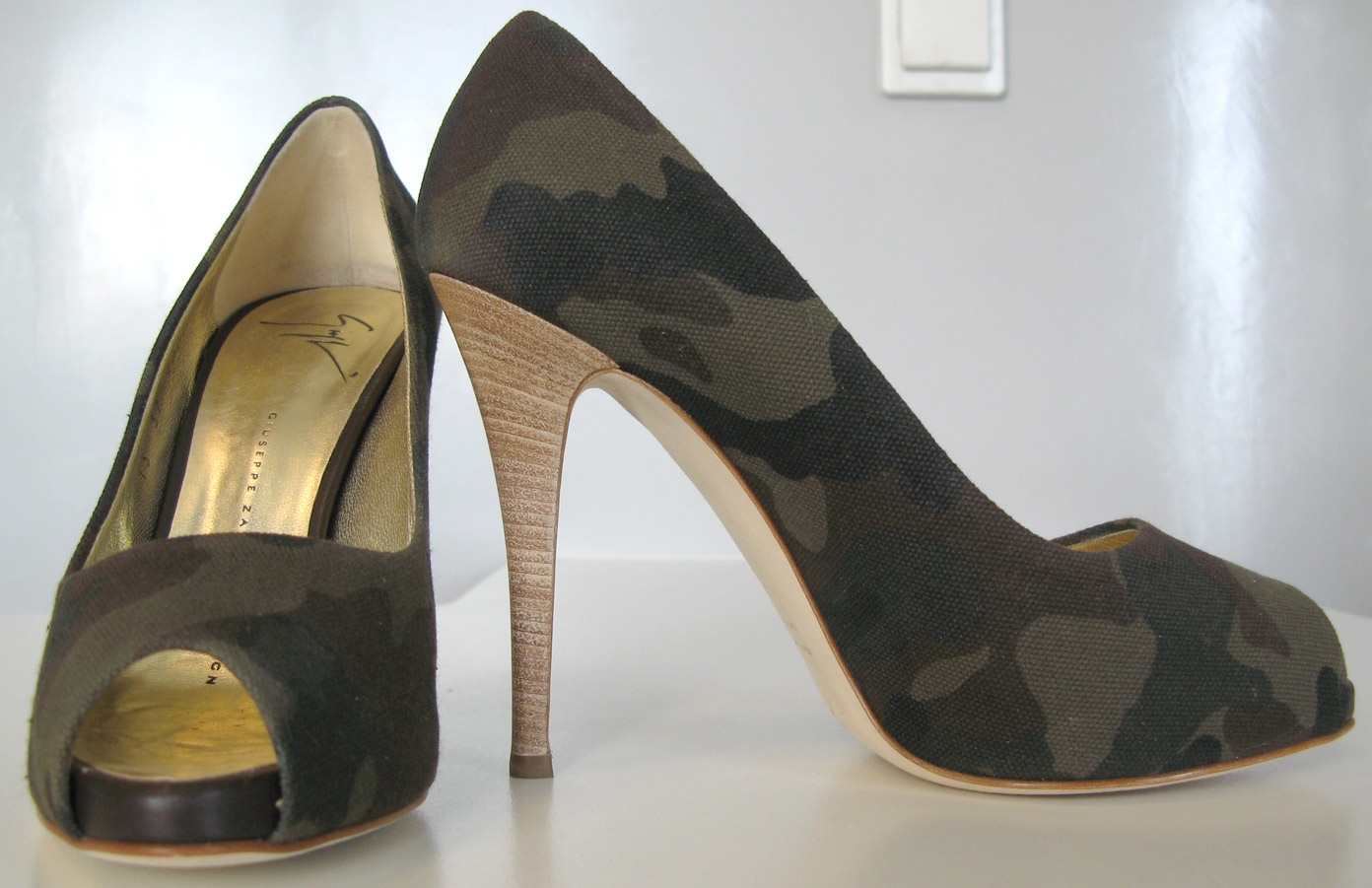
escarpins ouverts Giuseppe Zanotti, collection 2010

La marque est alors distribuée dans les grands magasins : Harvey Nichols, Neiman Marcus, Harrods, Selfridges… En 2000, il ouvre sa première boutique à Milan ; à la suite en 2007, plusieurs autres boutiques sont ouvertes, à New York, Londres, Moscou, Dubaï, San Francisco ou à Paris avenue Montaigne, puis rue Saint-Honoré et rue de Grenelle. En France, certaines créations en édition limitée sont aussi commercialisées par la boutique colette,.
Il participe régulièrement avec plusieurs autres marques du domaine de la mode, comme Balmain en 2009, Proenza Schouler, Thakoon Panichgul, Christopher Kane, Vionnet en 2010, Delfina Delettrez en mars 2010, Vera Wang et dernièrement Kanye West pour une collection capsule.
L'année 2010 marque aussi le lancement de sa première ligne de bijoux, (des bracelets, bagues, et colliers), suivie peu après d'une ligne de sneakers pour hommes.
En complément des chaussures, la marque commercialise également des pièces luxueuses de maroquinerie comme des sacs à main ou des ceintures, et dispose d'une gamme spécifique pour les chaussures de mariées ainsi que d'un service pour répondre aux commandes sur mesure.
En 2014, les fonds d'investissement L Capital et L Capital Asia prennent une participation de 30 % du capital de la société qui commercialise les marques Giuseppe Zanotti Design et Vicini. 
En 2015, il collabore avec le chanteur Sud-Coréen G-Dragon sur le design de deux paires de chaussures. 

### Communication
Giuseppe Zanotti est régulièrement nommé dans les médias pour chausser les stars du cinéma et de la musique : Mischa Barton, Ludivine Sagnier et Emma de Caunes portent ses chaussures lors du Festival de Cannes de 2007, les chanteuses de R'n'B comme Jennifer Lopez, Beyoncé, Mary J. Blige, Nelly Furtado, ou Alicia Keys, mais aussi Cameron Diaz, Natalia Vodianova, Anja Rubik, ou Olivia Palermo …
La chanteuse Ashanti cite le créateur dans une de ses chansons.